# Lampa sygnalizacyjno-ostrzegawcza

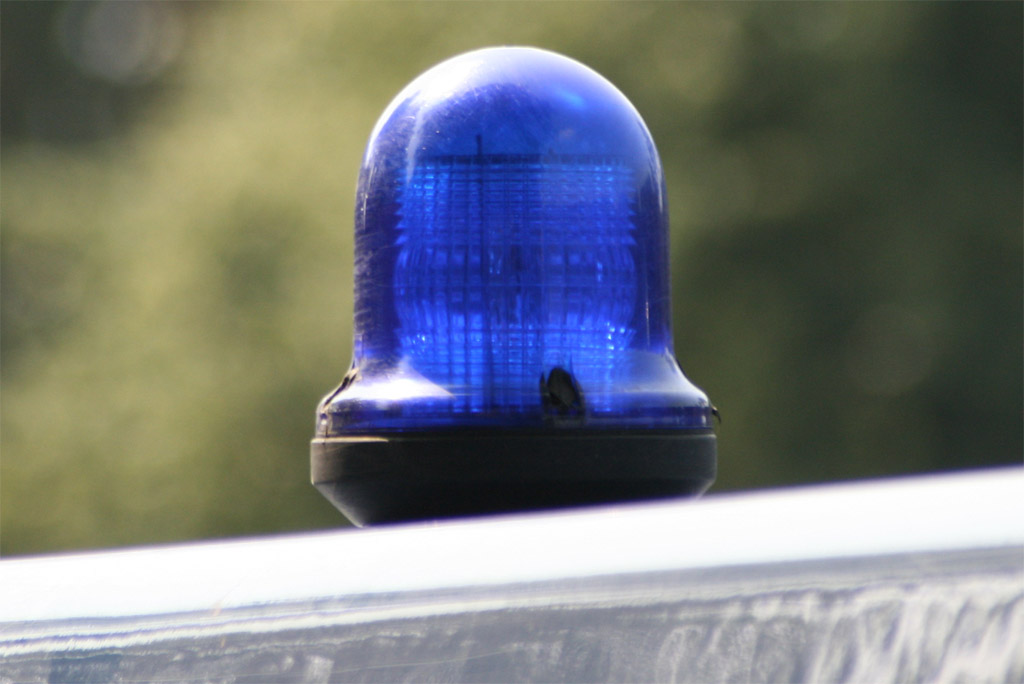
Lampa sygnalizacyjno-ostrzegawcza barwy niebieskiej umieszczona na radiowozie

Lampa sygnalizacyjno-ostrzegawcza (pot. kogut) – lampa (lub zestaw lamp) stosowany do oznaczania pojazdów uprzywilejowanych, pojazdów stwarzających utrudnienia w ruchu oraz do sygnalizacji zagrożeń, gdzie z powodu wysokiego natężenia hałasu sygnalizacja akustyczna może się okazać nieskuteczna.
Podział lamp sygnalizacyjno-ostrzegawczych:
- obrotowe, gdzie specjalne lustro obraca się wokół nieruchomej żarówki
- stroboskopowe, gdzie żarnik wysyła okresowo impuls świetlny
- diodowe, gdzie diody LED wysyłają światło poprzez soczewki

## Wykorzystanie lampy sygnalizacyjno-ostrzegawczej
Treść tej sekcji od 2019-07 należy opracować w taki sposób, aby nie uwypuklała nadmiernie polskiej specyfiki / aby nie zawężała się tylko do polskich warunków
Dokładniejsze informacje o tym, co należy poprawić, być może znajdują się w dyskusji tej sekcji.
 Po wyeliminowaniu niedoskonałości należy usunąć szablon {{Dopracować}} z tej sekcji.
- koloru niebieskiego wyłącznie dla pojazdów uprzywilejowanych:
  - ambulans
  - radiowóz
  - wóz strażacki
  - pojazdy służby więziennej
  - pojazdy żandarmerii wojskowej i innych
  - pojazdy pogotowia energetycznego, wodociągowego, wysokościowego itp.
- koloru czerwonego dla pojazdów prowadzących i zamykających kolumnę samochodów
- koloru żółtego dla pojazdów służb drogowych oraz innych pojazdów stwarzających zagrożenie lub utrudnienie w ruchu:
  - śmieciarka
  - pomoc drogowa
  - pojazd holowany
  - polewaczka
  - pojazd asenizacyjny (pot. szambowóz)
  - kombajn rolniczy
  - ciągnik rolniczy
  - walec drogowy
  - pojazdy wykonujące określone prace na drogach i w halach produkcyjnych
  - pojazdy na lotnisku poruszające się wokół pola wzlotów, dróg kołowania i parkingów

## Prawo – wykroczenia
Art. 96a. kodeks wykroczeń:
- § 1. Kto, nie będąc do tego uprawnionym, posiada w pojeździe urządzenia stanowiące obowiązkowe wyposażenie pojazdu uprzywilejowanego w ruchu, wysyłające sygnały świetlne w postaci niebieskich lub czerwonych świateł błyskowych albo sygnał dźwiękowy o zmiennym tonie, a także elementy oznakowania w postaci napisów, podlega karze grzywny.
- § 2. Kto, nie będąc do tego uprawnionym, używa w pojeździe sygnałów świetlnych w postaci niebieskich lub czerwonych świateł błyskowych albo sygnału dźwiękowego o zmiennym tonie, podlega karze aresztu do 14 dni albo grzywny.
- § 3. Urządzenia lub elementy oznakowania, o których mowa w § 1 i 2, podlegają przepadkowi, choćby nie stanowiły własności sprawcy.